# Loch Cluanie
Loch Cluanie är en sjö i Storbritannien.   Den ligger i kommunen Highland och riksdelen Skottland, i den nordvästra delen av landet, 700 km nordväst om huvudstaden London. Loch Cluanie ligger 602 meter över havet.  I omgivningarna runt Loch Cluanie växer i huvudsak blandskog.